# Khenchara
Khenchara est un petit village du Metn au Mont-Liban, situé à 1100m d'altitude. Le nombre de ses habitants ne dépasse pas 3 000.
Le village est célèbre pour son couvent grec-catholique, connu sous le nom de Saint Jean de Choueir ou Saint Jean de Khenchara. Il est tenu par les pères de l’Ordre basilien choueirite.
La première imprimerie en langue arabe fut fondée dans le couvent en 1733 par le diacre Abdallah Zakher.

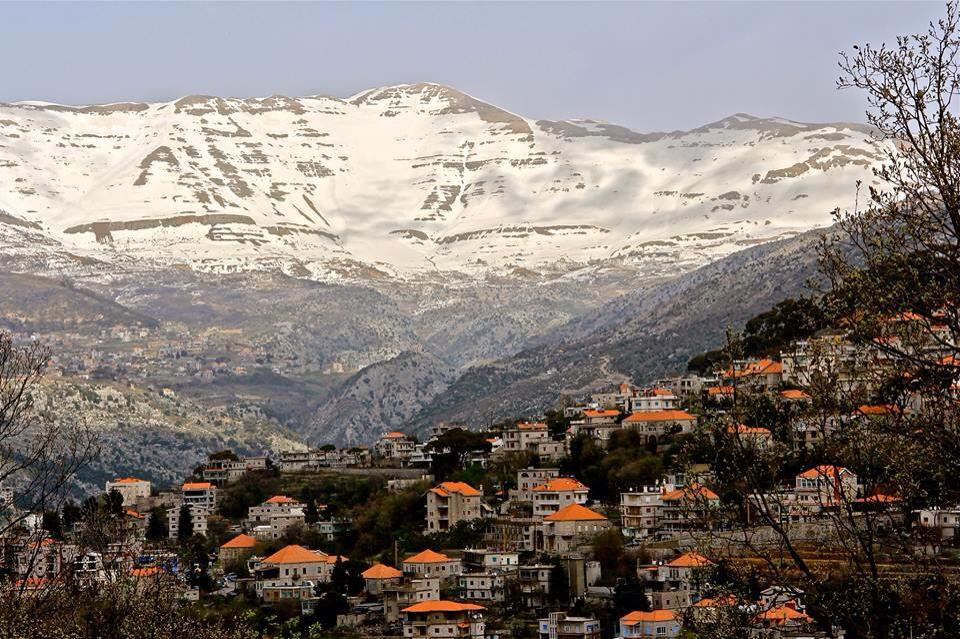
Khenchara, 2014